# Кудаев, Леонид Мухарбиевич
Леони́д Мухарби́евич Куда́ев (29 апреля 1971) — российский футболист, защитник. Администратор клуба «Спартак-Нальчик».

## Карьера
Профессиональную карьеру начал в 1992 году в баксанском «Эталоне». С 1998 по 2006 годы играл в нальчикском «Спартаке», был многолетним капитаном команды. В феврале 2007 году завершил футбольную карьеру, 17 марта того же года прошли торжественные проводы футболиста, вскоре получил от болельщиков команды символический щит, как одному из лучших защитников команды. В настоящее время[какое?] работает администратором клуба «Спартак-Нальчик»

## Достижения

### Командные
- Второе место в Первом дивизионе (Выход в Премьер-лигу): 2005